# Горна Австрия
Горна Австрия (на немски: Oberösterreich) е федерална провинция в състава на Австрия.
Административен център е гр. Линц.

## География
Намира се западно от Долна Австрия. Имената на 2-те провинции са определени спрямо течението на река Дунав, протичаща през тях.

### Административно деление
Провинцията се състои от 18 окръга, 3 града със самостоятелен статут (на окръг) и 15 окръга:

#### Градове със самостоятелен статут
- Велс
- Линц
- Щайр

#### Окръзи
- Браунау ам Ин
- Велс-Ланд
- Гмунден
- Грискирхен
- Ефердинг
- Кирхдорф ан дер Кремс
- Линц-Ланд
- Перг
- Рид им Инкрайс
- Рорбах
- Умфар-Умгебунг
- Фрайщат
- Фьоклабрук
- Шердинг
- Щайр-Ланд